# 浦崎正勝

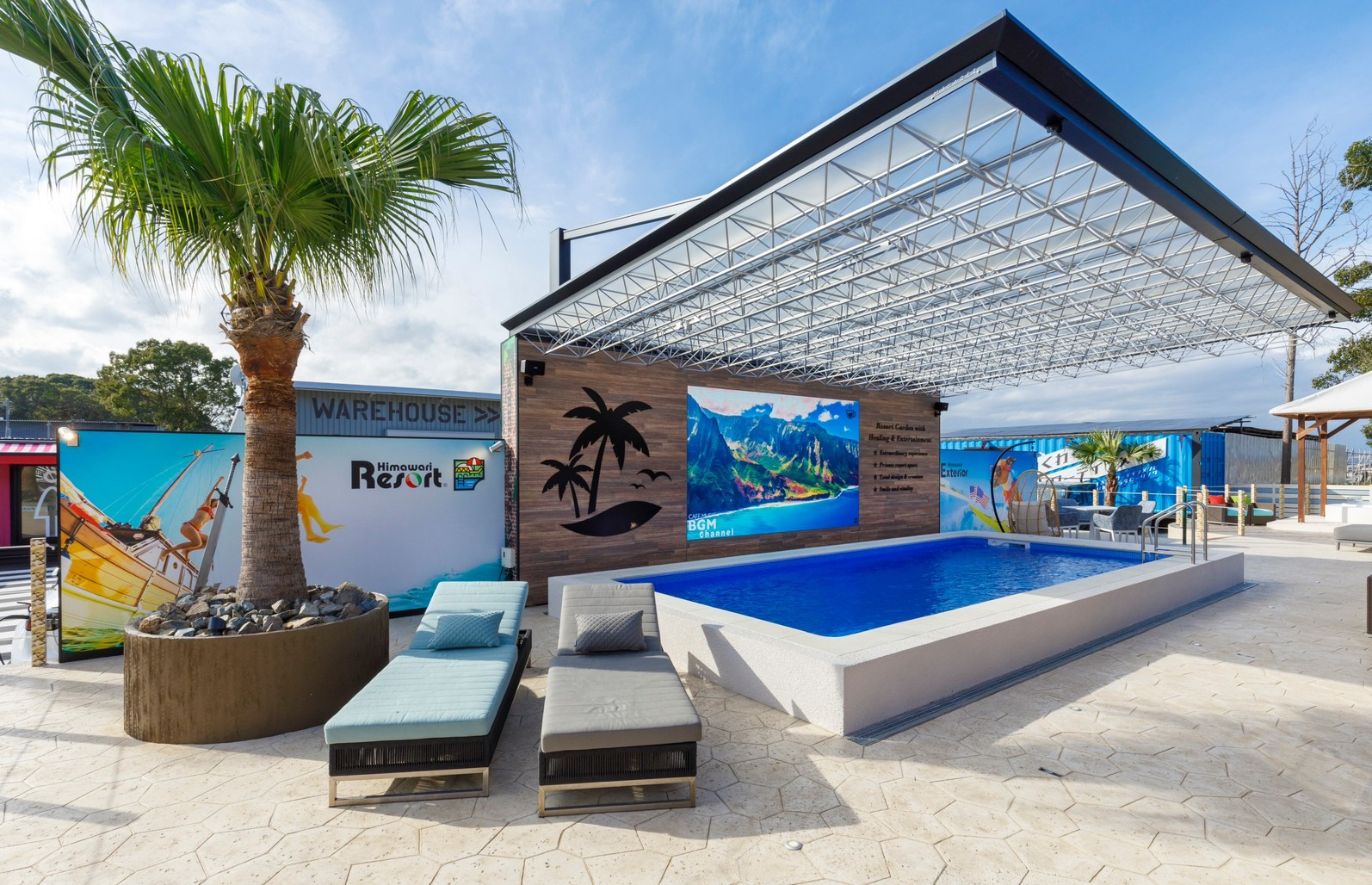
浦崎自身による設計・施工のプール

浦崎 正勝（うらさき まさかつ、1976年-）は、日本の実業家、ガーデンデザイナー、エクステリアデザイナー、コラムニスト。ひまわりライフ代表取締役。デザイナーとしては、「縁側」の文化など日本固有の理論に、海外の斬新なデザインを融合させた独自の作例が多い。日本では数少ない家庭向けのプールのあるリゾートガーデンやアウトドアリビングの推進者で草分け的存在として、専門誌に多く執筆するほか、テレビ番組制作協力・出演も多い。受賞歴多数。

## 人物 ・経歴

### 子役としての幼少期から青年期
1976年（昭和51年）3月23日、神戸市垂水区生まれ。サラリーマン家庭の長男として生まれ、小学生の頃は少年野球に明け暮れる。幼少期より音楽や演劇にも才能を発揮し、大阪の国立文楽劇場の舞台で、『細雪』に子役で出演。四女役の桜田淳子や同じく子役の岩崎ひろみなどと共演するが、この舞台を最後に芸能活動からは引退。中学校では野球部に所属したが、ポジションに納得がいかず退部。高校までを無目的に過ごす。ところが高校2年生の夏休みの造園工事のアルバイトがきっかけで、仕事の面白さに目覚め、高校を中退し造園工事会社に就職。しかし、アルバイトのような楽な仕事ではなく、連日夜通しの過酷な作業が続いた。しかし、この間に様々なノウハウをマスターし、18歳にて現場管理者となる。20歳で結婚。

### 阪神・淡路大震災と独立
1995年1月17日、阪神・淡路大震災を経験。復興工事に従事するが、焼け野原のような街に激しい衝撃を受ける。1999年4月25日には23歳で独立し「ひまわり造園土木」を創業。2006年に法人化。社名のネーミングは、震災復興のシンボルの花であった。2009年(平成21年)3月、現在の株式会社ひまわりライフに社名変更。2006年には神戸市最大級の体験型エクステリア展示場をオープンし、カーポート、ガーデンルームなどを展示。

### デザイナーとして
かつては植木職人であった浦崎は、オーストラリアを視察した際、日本にはない斬新なデザインの庭に出会い、日々の生活の中に溶け込んだ「ガーデン」のあり方に目を奪われ、緑を楽しむかつての庭のニーズの減少も相まって、庭の手入れから解放されて食事や会話を楽しめ家族団欒が生まれる新しい「アウトドアリビング」のあり方を提唱するようになった。その結果、2015年には展示場をメンテナンス性に富んだリゾートガーデン展示場に発展させ、日本での家庭向けプールやアウトドアリビングの普及に尽力する。2019年からは建築家とコラボレーションして土地から建物、外構までの総合プロデュースを開始する。また、自身の震災の経験から、特に外構の安全性には敏感で、岐阜大学農学部と民間企業との共同開発された、鉄筋コンクリート製の塀と比較して20%から25%も軽量化されたパネル構法を採用した低重心の木質の壁であるFIT工法など耐震エクステリア開発の新技術をいち早く採用している。
デザイナーとしては、室内と屋外を緩やかにつなぐ日本の「縁側」の文化などの理論や感性を引継ぎながらも、海外の斬新なデザインを融合させた独自の作例が多く、数多くのホームリゾートを始め、ホテル、レストランなどの商業施設の外構やガーデン工事を自ら設計施工する一方、そうした長年の体験を生かし、最新のエクステリア専門家として「エクステリア&ガーデン」（ブティック社）他、多くの雑誌などにコラムを持つほか、フジテレビ、毎日放送などのテレビ番組制作に協力し、浦崎自身のテレビ出演も多い。

## 執筆

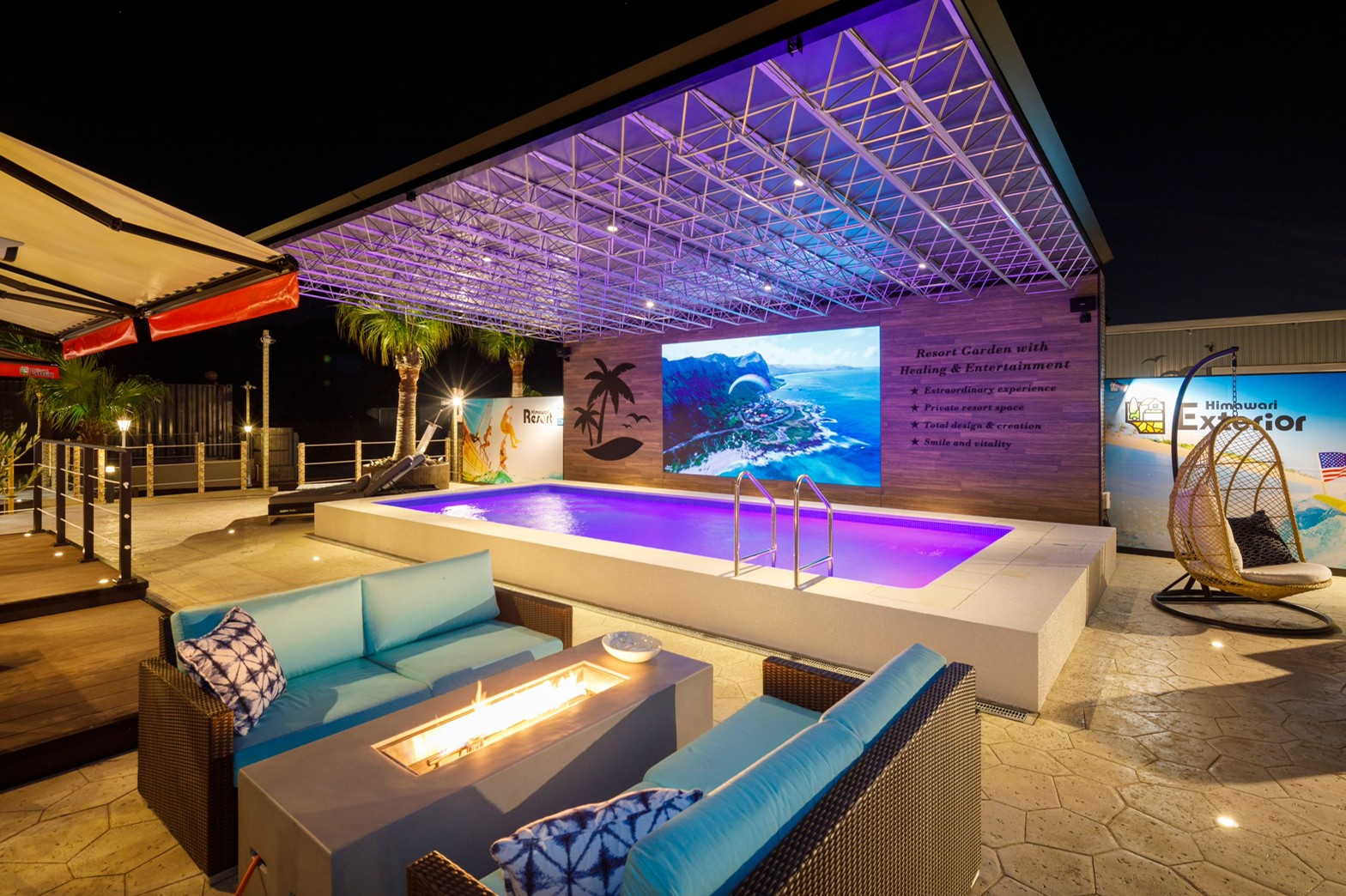
日本では数少ない家庭向けのプールのあるリゾートガーデンやアウトドアリビングの推進者で草分け的存在として、専門誌に多く執筆するほか、テレビ番組制作協力・出演も多い。

- 『エクステリア&ガーデン』（ブティック社）連載
- 月刊エクステリアワーク（住宅環境社）
- 『Japan Brand Collection2018』兵庫版（サイバーメディア）2018年8月10日発刊
- 『Japan Brand Collection2019』究極の住まいづくりBEST100（サイバーメディア）2019年6月10日発刊

## メディア出演
- 2018年(平成30年)1月 - フジテレビドラマ『隣の家族は青く見える』（施工例写真の美術提供）[11][13][14]
- 2018年(平成30年)11月8日 - 毎日放送 MBSテレビ『メッセンジャーの○○は大丈夫なのか?』[15][16]。
- 2019年(平成31年)3月18日 - TBS『ふと発見した立派なお家にピンポンしてみた』[17][18]。
- 2019年(令和元年)8月18日 - フジテレビ「Mr.サンデー」の特集「自宅にプール買う人…常識破りの成功者物語」（施工したプールと事業内容の紹介）[12][19]。
- 2019年(令和元年)11月30日 - 関西テレビ『ウラマヨ!』の「#476 クイズ！その家まるごとまとめてハウマッチ」にて自社施工の浦崎の自宅プールが番組の題材となる[20][21][22][23]。
- 2020年(令和2年)3月28日、毎日放送（MBSテレビ）『せやねん!』で浦崎宅が「動物園の様な家」として取材・放映される[24]。